# 朱載㙺
薊哀王朱載㙺（1538年1月29日—1538年2月14日），是明世宗朱厚熜庶七子，母陳雍妃。朱載㙺在嘉靖十六年十二月二十九（1538年1月29日）出生，次年正月十五（1538年2月14日）去世，追封薊王，諡號哀，葬金山。